# 9 cm pansarvärnspjäs 1110
9 cm pansarvärnspjäs 1110, kort 9 cm pvpj 1110, (ursprungligen betecknad 9 cm pvpj m/59) är ett rekylfritt pansarvärnsvapen konstruerat enligt bakblåsprincipen med kaliber 9 cm. Vapnet utvecklades som en ersättare för, och efterföljare till 10,5 cm infanterikanon m/45 som hade utvecklats som ett modernare svar på andra världskrigets pansarvärn med stora grovkalibriga pansarvärnskanoner genom att göra en lättare pjäs med kortare räckvidd, men med högre genomslagsförmåga.

## Konstruktion och historia
9 cm pvpj 1110 utvecklades som en ersättare för 10,5 cm infanterikanon m/45, även denna av rekylfri typ. 10,5 cm infanterikanon hade snabbt blivit omodern efter att ha gått i tjänst och därför behövdes en ersättare utvecklas redan innan vapnet blivit 10 år. Ersättaren behövde vara bättre i alla kategorier, större verkan, längre räckvidd och bättre framkomlighet i terräng. 
Uppdraget att utveckla detta vapen föll på Bofors och 1953 beställdes de första prototyperna. Två prototyper levererades tidigt 1954 och 1959 fastställdes modellen som 9 cm pansarvärnspjäs m/59, senare ändrad till 9 cm pvpj 1110.  
Tillverkning delades upp mellan Bofors och Gevärsfaktoriet i Eskilstuna. Själva pjäsen tillverkades av Bofors medan lavetten byggdes i Eskilstuna. 
Ovanpå eldröret till 9 cm pvpj 1110 satt ett automatgevär m/42 ombyggt till 7,62 mm kaliber, vilket användes som inskjutningsvapen. Inskjutningsvapnet betecknades 7,62 mm inskjutningsvapen 5110. Pjäsens riktmedel var ett kikarsikte med 4 gångers förstoring. 
Pjäsen utgick ur svenska armén på 1990-talet. Ett stort antal av pjäserna skänktes i början av 2000-talet till de baltiska länderna.

## Versioner

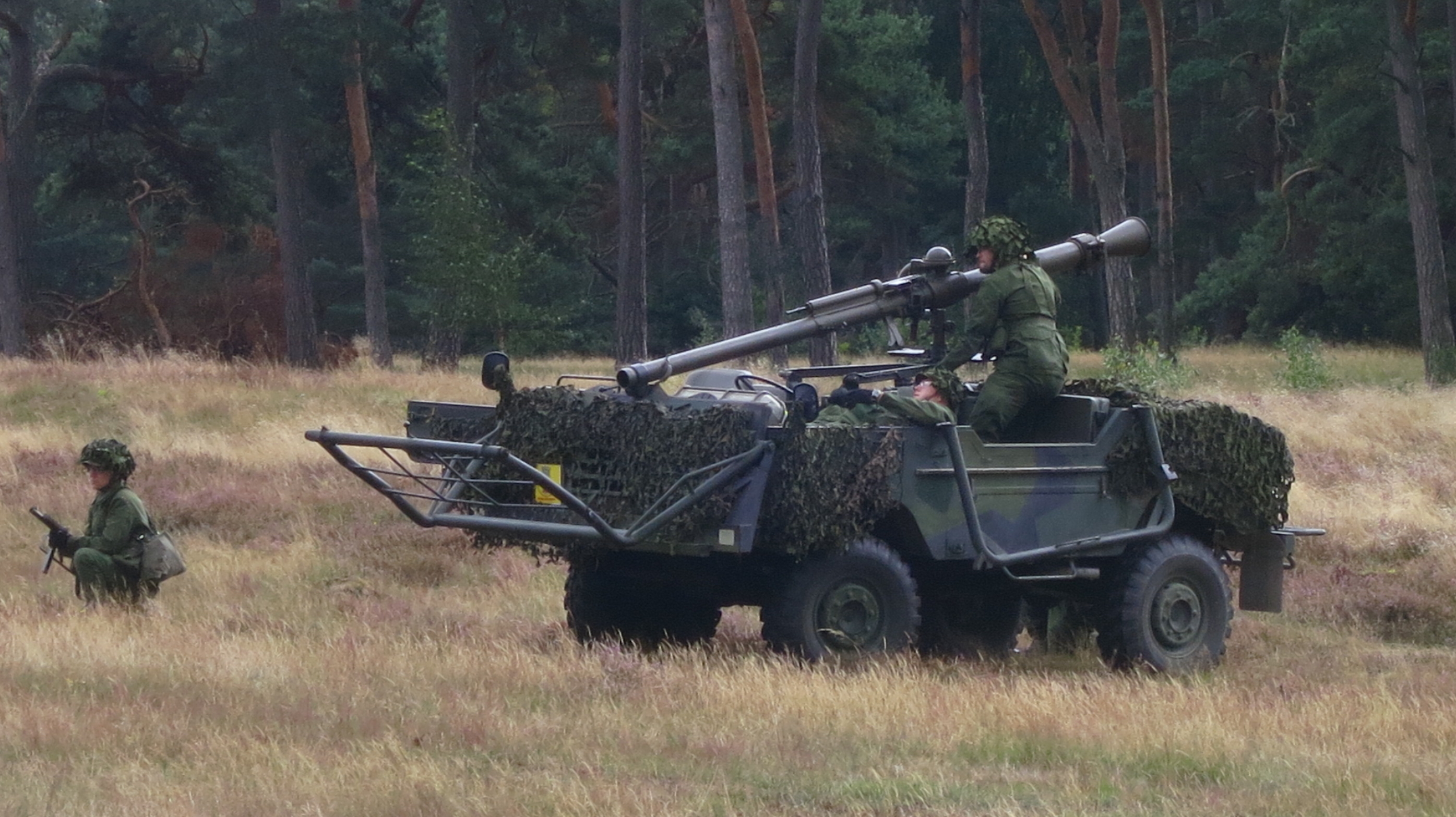
Pansarvärnspjästerrängbil 1111.

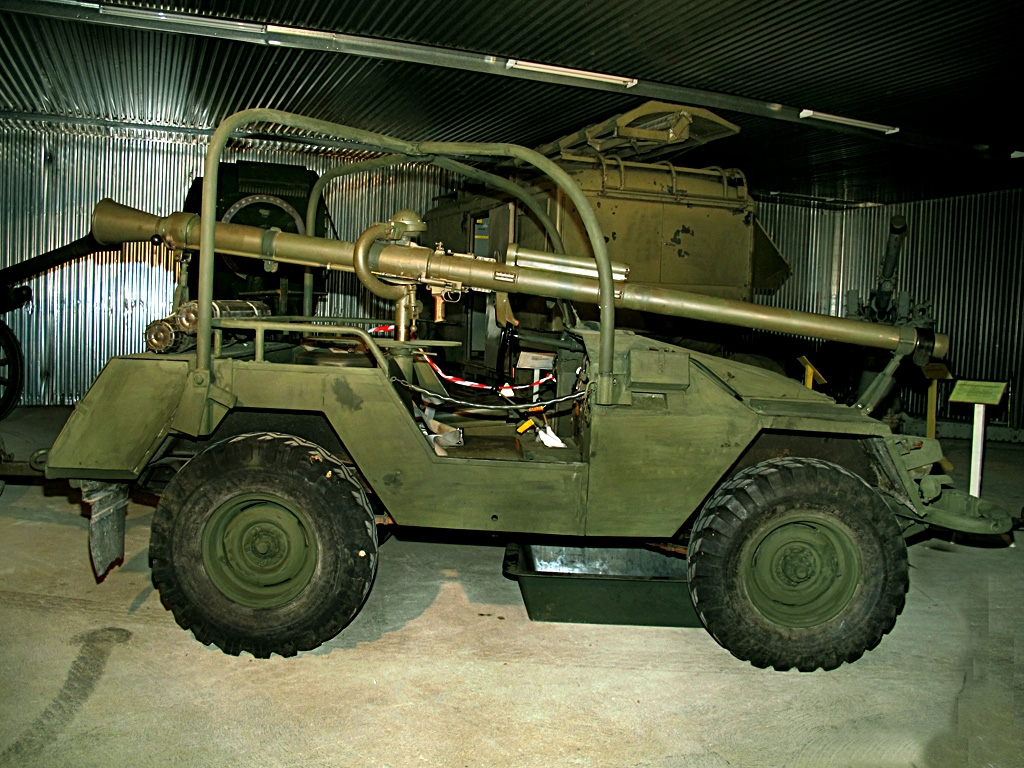
Pansarvärnspjästerrängbil 9031.

Ursprungligen var pvpj 1110 traktordragen, men när Krigsmakten anskaffade tgb 903 beställdes även en öppen variant, benämnd pansarvärnspjästerrängbil 9031, för att transportera pvpjäsen. Vapnet användes även på pansarvärnspjästerrängbil 1111 som var en öppen version av terrängbil 11. Den kom även att användas på en version av bandvagn 206 (pansarvärnsbandvagn 2062), med öppet kapelltak och med pjäsen monterad på den främre vagnen. Pjäsen kunde även transporteras med skidpulka.

## Ammunition
Ammunitionen till Pvpj 1110 bestod av en projektil införd i patronhylsa m/59 av mässing till en enhetspatron. Ett komplett skott var 885–920 mm långt och vägde knappt 11 kg. Projektilen var en fenstabiliserad spårljuspansarspränggranat med riktad sprängverkan, samma projektiler användes också av infanterikanonvagn 91:
- Spårljuspansarspränggranat m/62[5]

Elektrisk utlösning när det yttre höljet deformerats tillräckligt för att vidröra det invändigt monterade distansorganet.
Genomslagsförmåga: 380 mm, Vikt: 10,7 kg
- Spårljuspansarspränggranat m/77[5]

Anslagständare, genomslagsförmåga: 500 mm, Vikt: 11,2 kg
- Spårljuspansarspränggranat m/84

Anslagständare, genomslagsförmåga (uppskattat värde): 600 mm, Vikt: 10 kg
- Spårljusövningsgranat m/62[5]

Används för skjutövningar, sprängämnet ersatt med ballast (cement).
Vikt: 10,7 kg

## Användare
- Estland (lager)
- Irland (avvecklad)
- Lettland (nationalgardet)
- Litauen: Litauens försvarsmakt.[6]
- Sverige (avvecklad, finns i lager)
- Ukraina[1]